# 마루모의 규칙
마루모의 규칙(일본어: マルモのおきて 마루모노오키테[*])은 2011년 4월 24일부터 7월 3일까지 방영된 후지 TV의 드라마틱 선데이이다. 아베 사다오와 아시다 마나 주연. 대한민국에서는 종편채널인 TV조선에서 방영되었다.

## 개요
드라마틱 선데이 시리즈 제3탄. 30대의 독신 샐러리맨인 다카기 마모루(아베 사다오), 절친한 친구인 준이치로가 세상을 떠난 이후에 남겨진 쌍둥이인 카오루와 토모키(아시다 마나, 스즈키 후쿠)를 돌보게 된다. 비록 혈육관계는 아니지만 그녀들을 열심히 키우며 함께 살아가는 모습을 그린다.
주연인 아베 사다오는 이번 작품이 민영 방송 연속 드라마 첫 주연이며, 아시다 마나는 연속 드라마 첫 주연을 맡았다. 또한 아시다 마나는 만6세로, 황금시간대 드라마 역사상 최연소 주연이다.
캐치 프레이즈는 '날(개) 따르라!!'(オレ(犬)についてこい!!).

## 등장 인물 및 캐스팅

### 다카기 家
- 다카기 마모루(38세) - 아베 사다오 (고교 시절 : 시미즈 타카노리)(성우 - 오인성)

대기업 문구 메이커 '아케보노 문구'에서 근무하는 독신 샐러리맨. 입사 당시에는 상품개발부에 있었으나 현재는 고객상담실에 소속되어 있다. 쌍둥이인 카오루와 토모키를 키우는 것을 숨기고 있었지만, 직업 조사대 숙제를 위해 회사까지 몰래 따라온 그녀들 때문에 부서에 알려지게 된다.
중학교 때 배터리를 이루던 친구인 준이치로가 암으로 인해 갑작스럽게 세상을 떠나자, 떨어져 살아야 했던 쌍둥이에게 동정심을 느끼고 자신의 집으로 데리고 간다. 잠시만 맡아 둘 생각이었지만, 그가 남긴 쌍둥이로 인해 점차 잊고 있었던 자신의 열정을 떠올리고, 그를 대신해 그녀들을 키우기로 결심한다.
- 사사쿠라 카오루(6세→7세) - 아시다 마나(성우 - 이장경)

준이치로의 장녀로 모친이 없고 쌍둥이 동생인 토모키를 보듬기 위해 원치 않게 착실하게 성장했다. 목욕 후 토모키에게 드라이기로 머리를 말려주거나, 토모키가 울면 업어주는 등 영리하고 어른스러운 면도 있지만, 마모루에게 꾸중을 듣고 우는 등 아직 어린아이 같은 면 또한 있다.
- 사사쿠라 토모키(6세→7세) - 스즈키 후쿠(성우 - 고은우)

준이치로의 장남이자 카오루의 쌍둥이 동생. 순수하고 상냥한 성격이지만 조금이라도 불안해지면 금방 울음을 터뜨린다.
- 무크 - 오카 료[1](성우 - 김승태)

정체불명의 미니어처 슈나우저. 표정이 《폰킷키시리즈》의 무크를 닮았다는 이유로 토모키가 지었다. 어린이의 목소리로 인간의 말을 하지만 마모루와 쌍둥이 이외의 사람들 앞에서는 일체히 말하지 않는다. 토모키가 친척 집에서 가출했을 때 거리에서 우연히 만나 사이가 좋아진다.

### 선술집 쿠지라
- 하타나카 요스케(50) - 세라 마사노리(성우 - 김준)

선술집 '쿠지라'를 경영하는 마모루의 집주인. 마모루와 쌍둥이의 사정을 이해하고 아버지 선배로서 마모루의 고민을 들어주는 일이 많다. 혼자 경영하던 가게에 딸 아야가 되돌아오자 고민 끝에 종업원으로 받아들인다.
- 하타나카 아야(25) - 히가 마나미(성우 - 신소윤)

요스케의 외동딸. 이혼 후 본가로 돌아온다. 마모루와 쌍둥이가 가족이 되어가는 상황을 보고 가족 본연의 의미를 생각하게 된다.

### 아케보노 문구
- 사메지마 유조(55세) - 이부 마사토(성우 - 장광)

고객상담실장이자 마모루의 상사.
- 마키무라 카나(30세) - 타키자와 사오리(성우 - 김정애)

고객상담실 소속 홍보부 직원. 마모루가 호감을 가지고 있던 상대이며 교제를 시작한 후 쌍둥이의 존재를 알게되고 당황한다.
- 마시마 히데노리(25세) - 코야나기 유(성우 - 홍진욱)

고객상담실 직원이자 마모루의 선배. 마모루의 집에 찾아갔을 때 우연히 만난 아야에게 첫눈에 반한다. 직원 중 처음으로 카오루와 토모키의 존재를 알게 된다.
- 시오자와 타미코(45세) - 치바 마사코

고객상담실 직원. 마모루의 사정을 알고부터는 의지할 수 있는 조언을 해준다.
- 오자키 린카(22세) - 도노오카 에리카 (아이돌링!!!)(성우 - 장우영)

고객상담실 파견 사원. 서류정리, 잡무처리 담당.
- 안도 유사쿠 - 야마모토 히로유키

고객상담실 직원.
- 시노하라 료헤이 - 오가와 토모히로

고객상담실 직원.
- 나카니시 슈이치 - 미츠다 노부아키

고객상담실 직원.

### 스미타 구립 히로카와 초등학교
- 스기시타 히데오 - 롯카쿠 신지(성우 - 안용욱)

카오루와 토모키의 담임.
1학년 1반 학생
- 타니구치 하야토 - 키지마 야스나리

맞벌이를 하는 부모 때문에 혼자 있을 때가 많다. 카오루를 좋아하는 경우가 많다.
- 카와구치 켄타 - 후지모토 히류
- 도가미 겡키 - 시모이데 토모키
- 모리모토 세이야 - 니시가야 호즈미
- 히로세 히비키 - 고토 코타로
- 이시카와 츠바사 - 야마구치 야스토모
- 다나카 리유 - 데라이 마사하루
- 타테노 카이슈 - 키무라 타쿠토
- 야마다 히나타
- 엔도 마나미 - 혼다 미유
- 마치다 하루카 - 요시야마 카렌
- 이토 아리사 - 이토 미키
- 코구레 아오이 - 세 코마키
- 시이나 미오 - 우치도 호노카
- 아이하라 키라 - 이케다 코코로유키
- 카타야마 아레이 - 카네코 유나
- 단조 아오이 - 오타 마리나

### 기타
- 사사쿠라 준이치로(향년 38세) - 카츠라야마 신고

마모루의 절친한 친구이자 카오루와 토모키의 아버지로, 고교시절 야구부의 에이스 투수였다. 아유미가 이혼한 이후 혼자 카오루와 토모키를 키우고 있었지만, 암 4기 판정으로 인해 그녀들을 남겨둔 채 결국 세상을 떠나고 만다.
- 아오키 아유미 - 츠루타 마유(성우 - 배정미)

준이치로의 전 부인이자 카오루와 토모키의 어머니.
- 다카기 세츠코 - 마야 쿄코

마모루의 어머니로, 볼거리에 걸린 그를 대신해 카오루와 토모키를 돌보게 된다. 친척에게 그녀들을 돌려보내라고 하지만, 그녀들이 마모루를 따르는 것을 보고 결국 함께 사는 것을 인정하고 만다.
- 사사쿠라 아키토 - 니카이도 사토시

'사사쿠라 청과점'을 운영하는 준이치로의 형이자 카오루와 토모키의 큰아버지이다.
- 시라가와 사쿠라코 - 요시모토 미요코

시라카와 멘탈 클리닉 정신과 의사.
- 타츠야 - 다나카 코타로

아야의 전 남편.
- 치바 - 코지마 카즈야(안잣슈)

스미타 경찰서 히라카와 파출소 경찰.

### 게스트
제1화
- 쿠보 - 하세가와 도모하루하세가와 토모하루

마모루와 준이치로의 친구.
- 우타가와 시코, 하라 킨타로

클레임 고객
- 엔도 타에코 - 우지이에 메구미

카오루와 토모키의 고모.
- 엔도 레이나 - 이케다 아이

타에코의 딸이자, 카오루와 토모키의 사촌.
- 사사쿠라 사토코 - 사이토 메구미

아키히토의 부인.
- 택배기사 - 나카츠가와 토모히로

제2화
- 길에서 만난 할머니 - 니노미야 히로코

제3화
- 문구 거래점원 - 츠치다 아시모
- 사진 찍어주는 여자 - 아나미 아츠코

제4화
- 지나가는 아줌마 - 우치다 히로코
- 나스문구 사장 - 키시 히로유키

제6화
- 다테 - 요시다 코타로

클레임 고객.
제7화
- 경찰 - 코니시 유
- 채소가게 점원 - 다노 요시키
- 쿠지라 손님 - 츠츠미시타 아츠시 (인파루스)

제10화
- 이즈미 사부로 - 이소 히데아키
- 이즈미 마사코 - 카츠쿠라 케이코

무크와 닮은 개 란코를 찾는 노부부.
- 깨소금 두목 - 스기카와 히로아키

최종화
- 우메하라 - 이이다 키스케

아케보노 문구 상품개발부 사원.
- 여관 지배인 - 미야자키 토무
- 이이다 토모로 - 아사이 코타로

공원에서 노는 아이.
- 토모로의 어머니 - 히가시 사야카
- 아시야 미즈키 - 마에다 아츠코(AKB48)
- 사노 이즈미 - 나카무라 아오이
- 나카츠 슈이치 - 미우라 쇼헤이

쿠지라 손님.
SP
- 쿠지라 손님 - 마츠시타 나오

## 규칙 노트
마모루, 카오루, 토모키가 가족으로 지내기 위한 규칙을 적은 노트.
| 각 화   | 규칙                                                               | 규칙                                                            |
| ------- | ------------------------------------------------------------------ | --------------------------------------------------------------- |
| 제2화   | 어린이는 어린이답게! 개는 개답게!                                  | 子どもは子どもらしく!犬は犬らしく!                              |
| 제3화   | 사양은 필요없다                                                    | 遠慮は無用                                                      |
| 제4화   | 양치질, 손 씻기, 감기 걸리지 않기                                  | うがい、手洗い、かぜひかない                                    |
| 제5화   | 편식, 하지 않기 남기지 않기                                        | すききらい、いわないのこさない                                  |
| 제6화   | 좋든 싫든 가족                                                     | 好きでも嫌いでも家族                                            |
| 제7화   | 생일에는 가족 모두가 축하할 것                                     | たんじょう日は家族みんなでお祝いすること                        |
| 제8화   | 청소는 깨끗이 할 것! 발뒤꿈치 청결하게! 바이바이 슬리퍼!           | そうじはちゃんとやること!足ウラせいけつ!バイバイスリッパ!       |
| 제9화   | 싸운 후에는, 페코린코 빔                                           | ケンカしたあとは、ペコリンコビーム                              |
| 제10화  | 다함께 모두를 응원하자                                             | みんなでみんなを応援しよう                                      |
| 최종화  | 뿔뿔이 흩어져도 가족                                               | はなればなれでも家族                                            |
| 스페셜1 | 믿으면 마음도 이어진다, 믿으면 캇파도 볼 수 있다                   | しんじればこころもつながる、しんじればカッパにもあえる          |
| 스페셜2 | 실패한 후 가족이 되십시오. 게에서도 게맛살에서도 맛있는 카니차한!! | 失敗してからが家族 カニでもカニカマでもおいしいカニチャーハン!! |

## 스태프
- 각본 - 사쿠라이 츠요시, 아소 쿠미코
- 음악 - 사와노 히로유키, 야마다 유타카
- 편성기획 - 타키야마 마도카, 미즈노 아야코
- 프로듀서 - 하시모토 후미
- 연출 - 코노 케이타, 조노 히데노리
- 기술 프로듀서 - 하세가와 미와
- TD - 야마기시 케이치
- 촬영 - 이토 세이치
- 영상 - 요시카와 히로후미
- 조명 - 아베 케이지, 나리타 타카시
- 음악 - 타케나카 유타카
- 선곡 - 오모리 리키야
- 음향효과 - 우에다 마리카
- 편집 - 카와무라 신지
- 라인편집 - 이토 히로유키
- MA - 이치무라 토시오
- 미술 프로듀서 - 스기카와 히로아키, 미조카와 테츠오
- 디자인 - 야나가와 카즈오
- 미술진행 - 타케다 마사히로
- 대도구제작 - 후쿠다 토모히로
- 대도구조작 - 요시다 세이쇼
- 의상 - 타케하라 조지
- 특도구 - 오카다 테츠야
- 의상 - 오카시마 치카게
- 헤어 메이크 - 니시노 마리코
- 아크릴 장식 - 나카무라 테츠지
- 건구 - 미타무라 마사루
- 일루미네이션 - 스즈키 켄야
- 시각효과 - 에자키 코코
- 생화장식 - 마키시마 미호
- 식목장식 - 고토 켄
- 푸드 스타일리스트 - 스미카와 케이코
- 미술차량 - 코마츠서포트서비스
- 음악협력 - 후지퍼시픽음악출판
- 협력 - 후지 ART, VASQUE, BASIS
- 조리지도 - 학교법인 쇼쿠료가쿠엔 도쿄조리사전문학원
- 도그 트레이너 - 야마구치 유세이
- 홍보 - 시마타니 마리
- 홍보광고 - 다카기 신스케
- 홈페이지 제작 - 마루타니 토시카즈, 후시미 카오리
- 스틸 - 카와스미 마사이치
- CG - 스즈키 텟페이, 미츠카 아츠시
- 차량 - 팬
- 일정 - 미키 시게루
- 조연출 - 야소시마 미야코, 후치가미 마사토, 히구라시 히데노리
- 제작담당 - 모치다 카즈마사, 타니 마사미츠
- 제작주임 - 타무라 유타카
- 기록 - 츠시마 유키에, 다나카 코스즈
- 프로듀서 보조 - 쿠보다 이쿠미
- 라인 프로듀서 - 야마자키 아츠코
- 제작 - 후지 TV
- 제작저작 - 쿄도 TV

## 주제가
- 카오루와 토모키, 때때로 무크. - 마루 마루 모리 모리! (マル・マル・モリ・モリ!) (유니버설 뮤직)

삽입곡
- 다니무라 시오리 - 네 옆에서 (きみのとなりで 기미노토나리데[*]) (dao)

## 서브 타이틀
| 각 화                                            | 방송일          | 서브 타이틀 | 각본                        | 연출            | 시청률 |
| ------------------------------------------------ | --------------- | --- | --------------------------- | --------------- | ------ |
| 제1화                                            | 2011년 4월 24일 | 독신남과 쌍둥이가 가족!? 개가 이어 준 인연 独身男と双子が家族!? 犬がつなげた絆 | 사쿠라이 츠요시             | 코노 케이타     | 11.6%  |
| 제2화                                            | 2011년 5월 1일  | 오늘부터 여기가 너희들의 집이다 今日からここがおまえらの家 | 아소 쿠미코                 | 코노 케이타     | 12.9%  |
| 제3화                                            | 2011년 5월 8일  | 입학식, 마루모는 오지 않는 거야? 入学式、マルモは来ないの? | 사쿠라이 츠요시             | 조노 히데노리   | 12.3%  |
| 제4화                                            | 2011년 5월 15일 | 마루모가 없는 밤에 생긴 일!! マルモがいない夜に大事件!! | 아소 쿠미코                 | 코노 케이타     | 12.7%  |
| 제5화                                            | 2011년 5월 22일 | 쌍둥이를 돌려주라는 엄마... 母ちゃんが双子を返せって… | 아소 쿠미코                 | 조노 히데노리   | 15.6%  |
| 제6화                                            | 2011년 5월 29일 | 마루모 따위 보고싶지 않아 マルモの顔なんて見たくない | 사쿠라이 츠요시             | 코토 케이타     | 15.6%  |
| 제7화                                            | 2011년 6월 5일  | 쌍둥이의 친엄마, 나타나다! 눈물의 생일 파티 双子の実母、ついに現る!涙のお誕生日パーティー | 아소 쿠미코                 | 조노 히데노리   | 16.1%  |
| 제8화                                            | 2011년 6월 12일 | 쌍둥이가 있으면 사랑은 할 수 없는 거야? 双子がいたら恋はできない? | 사쿠라이 츠요시             | 코노 케이타     | 16.8%  |
| 제9화                                            | 2011년 6월 19일 | 나, 카오루에게 두 손 두 발 다 들었다 オレ、薫に手上げちゃった | 아소 쿠미코                 | 조노 히데노리   | 17.2%  |
| 제10화                                           | 2011년 6월 26일 | 아줌마, 우리 엄마예요? おばちゃんは、ママですか? | 아소 쿠미코 사쿠라이 츠요시 | 야소시마 미야코 | 15.6%  |
| 제11화                                           | 2011년 7월 3일  | 규칙을 지켜서 정말 즐거웠어. 마루모 고마워, 그리고 안녕... おきてを守ったからずっと楽しかったよ。 マルモありがとう、そしてさようなら | 사쿠라이 츠요시             | 코노 케이타     | 23.9%  |
| 평균 시청률 15.8% (간토 지방 비디오 리서치 조사) |                 | |                             |                 |        |
| 스페셜1                                          | 2011년 10월 9일 | 카오루와 토모키, 친구들의 소원을 이루기 위해 캇파 찾기 대모험 마루모가 언젠가 결혼해서 아이가 생겨도, 카오루와 토모키를 계속 좋아해줘 薫と友樹、友だちの願いをかなえるために カッパさがしの大冒険 マルモがいつか結婚して子どもができても、 薫と友樹のことをずっと好きでいてね | 사쿠라이 츠요시 아소 쿠미코 | 조노 히데노리   | 16.7%  |
| 스페셜2                                          | 2014년 9월 28일 | 3년만에 돌아왔다! 쌍둥이의 꿈과 첫사랑에 말하는 개… 2명의 성장을 지켜보는 마루모의 결정은? 하지만 마루모는 진짜 아빠가 아니야. 3年ぶりに帰ってきたよ! 双子の夢と初恋にしゃべる犬… 2人の成長を見守るマルモの決断は? でもマルモは本当のパパじゃないんだよ?                      | 사쿠라이 츠요시             | 조노 히데노리   | 12.9%  |

- 제1화는 20분 연장으로 21:00 ~ 22:14에 방송되었다.
- 제2화는 세계 피겨 스케이팅 선수권 대회 2011 중계로 1시간 늦은 22:00 ~ 22:54에 방송되었다.
- 제7화는 10분 연장으로 21:00 ~ 22:04에 방송되었다. 최고 시청률 21.1%를 기록했다.[2]
- 최종화는 30분 연장으로 21:00 ~ 22:24에 방송되었으며, 드라마 방송 직전 특별 방송 《마나짱 후쿠군 종합 사회! 울고 웃으며 2시간 마루마루! 씩씩하게 모리모리 스페셜》이 방송되었다.
- 최종화는 드라마틱 선데이 사상 처음으로 두자릿수 시청률을 기록했으며, 20%대를 달성하였다. 6월 27일부터 7월 3일까지의 주간 시청률에서 1위를 획득하였다.[3] 더욱이 최종화 순간 최고 시청률은 27.5%이다.[4]
  - 후지 TV 연속 드라마 중 최종화 시청률이 20%를 넘은 것은 2009년 2분기 《BOSS 시즌1》(20.7%) 이후 2년만이다.
  - 제1화와 최종화의 차가 12.3%로, 연속 드라마에서 제1화와 최종화의 차가 10% 이상을 기록한 것은 2005년 3분기 《여왕의 교실》(NTV 14.4% → 25.3%, 10.9%) 이후 처음, 후지 TV로써는 1998년 3분기 《신이시여, 조금만 더》(18.2% → 28.3%, 10.1%) 이후 처음이며, 더불어 최종화 시청률이 제1화 시청률의 2배를 넘은 것은 1996년 2분기 《이구아나의 딸》(TV 도쿄 7.9% → 19.4%, 2.45배) 이후 처음이다.

## O.S.T.
《마루모의 규칙》 오리지널 사운드 트랙 (포니캐년, 2011년 6월 1일 발매)
| 수록곡 | 수록곡                      | 수록곡                          | 수록곡                       |
| ------ | --------------------------- | ------------------------------- | ---------------------------- |
| 1      | ramdom-E                    |                                 | 작곡, 편곡 : 사와노 히로유키 |
| 2      | 시작의 시작                 | はじまりのはじまり              | 작곡, 편곡 : 야마다 유타카   |
| 3      | 우당탕 아침식사             | どたばたあさごはん              | 작곡, 편곡 : 야마다 유타카   |
| 4      | 가족의 온기                 | かぞくのぬくもり                | 작곡, 편곡 : 야마다 유타카   |
| 5      | 놀러 가자                   | あそびにいこうよ                | 작곡, 편곡 : 야마다 유타카   |
| 6      | 꿈의 기억                   | ゆめのきおく                    | 작곡, 편곡 : 야마다 유타카   |
| 7      | 혼자인 건 싫어              | ひとりぼっちはいやだよ          | 작곡, 편곡 : 야마다 유타카   |
| 8      | 빙글빙글 깡총깡총 왁자지껄! | ぐるぐるぴょんぴょんけんけんぱ! | 작곡, 편곡 : 야마다 유타카   |
| 9      | 그 때                       | あのときのこと                  | 작곡, 편곡 : 야마다 유타카   |
| 10     | 태양 아래                   | おひさまのしたで                | 작곡, 편곡 : 야마다 유타카   |
| 11     | 둘만의 비밀                 | ふたりのひみつ                  | 작곡, 편곡 : 야마다 유타카   |
| 12     | ramdom-E<BPM64v>            |                                 | 작곡, 편곡 : 사와노 히로유키 |
| 13     | 아케보노 문구               | あけぼのぶんぐ                  | 작곡, 편곡 : 야마다 유타카   |
| 14     | 해치우자!                   | やっつけしごと                  | 작곡, 편곡 : 야마다 유타카   |
| 15     | 큰일이야 큰일이야           | たいへんたいへん                | 작곡, 편곡 : 야마다 유타카   |
| 16     | 터벅터벅, 총총,             | てくてく、とことこ、            | 작곡, 편곡 : 야마다 유타카   |
| 17     | 친절한 마음                 | やさしいきもち                  | 작곡, 편곡 : 야마다 유타카   |
| 18     | 동그라미 마루모             | はなまるまるも                  | 작곡, 편곡 : 야마다 유타카   |
| 19     | 흐린 뒤 비                  | くもりのちあめ                  | 작곡, 편곡 : 야마다 유타카   |
| 20     | 진짜 가족                   | ほんとのかぞく                  | 작곡, 편곡 : 야마다 유타카   |
| 21     | 오늘의 끝                   | きょうのおわり                  | 작곡, 편곡 : 야마다 유타카   |
| 22     | 행복은 언제나               | しあわせはいつも                | 작곡, 편곡 : 야마다 유타카   |
| 23     | Missing Piece               |                                 | 작곡, 편곡 : 사와노 히로유키 |

## DVD
- マルモのおきて DVD-BOX

발매원 : 후지 TV, 판매원 : 폴리돌영상판매회사, 2011년 9월 21일 발매

## 서적
- 오피셜 포토북 '마나와 후쿠, 때때로 무크' (2011년 6월 4일 발매, 후소샤)
- 노베라이즈 '마루모의 규칙' (2011년 6월 24일 발매, 타케다랜덤하우스재팬)
- 피아노 미니앨범 '마루, 마루, 모리, 모리!' (2011년 6월 발매, 야마하뮤직미디어)

## 최종화 특별 방송
마나짱 후쿠군 종합 사회! 울고 웃으며 2시간 마루마루! 씩씩하게 모리모리 스페셜(愛菜ちゃん・福くんが総合司会!泣いて笑って2時間マルマル!元気モリモリSP)은 2011년 7월 3일 최종화 방영 직전인 19:00 ~ 20:54에 방송된 특별 방송이다. 주로 드라마 명장면이나 NG, 무대 뒷 이야기를 소개한다. 2011년 7월 1일 녹화.
- 종합 사회 : 아시다 마나, 스즈키 후쿠
- 진행 : 사노 미즈키, 가토 아야코 (이상 후지 TV 아나운서)
- 스튜디오 게스트
  - 아다치 유미, 앙가루즈, 키노시타 타카유키(TKO), 사카키바라 이쿠에, 사토다 마이, 시게루, 하리센본, FUJIWARA, 프루트 펀치, 호쿠토 아키라, 마에다 켄, 미후네 미카, 야마사키 호세이 외
- 특별 게스트 : 아베 사다오, 무크, 후지오카 히로시 (가면 라이더)
- VTR 게스트 : KARA - 아시다 마나 생일 기념 서프라이즈 게스트.

## 같이 보기
- 프리터, 집을 사다 - 제작 스태프가 같다.